# André Gunder Frank
André Gunder Frank (Berlín, 24 de febrer de 1929 - Luxemburg, 23 d'abril de 2005) va ser un important historiador i sociòleg alemany, un dels fundadors de la Teoria de la Dependència i la Teoria dels Sistemes Mundials durant la dècada dels 60. Va fer servir alguns conceptes marxistes quant a l'economia política, però en canvi va rebutjar els estadis històrics que aquest proposava, així com la seva visió de la història econòmica en la majoria dels casos.

## Biografia
André Gunder Frank va néixer a Alemanya, però la seva família va fugir del país en ésser Adolf Hitler escollit com a Canceller (Bundeskanzler) de l'aleshores República de Weimar. Es van establir en un primer moment a Suïssa, on Frank va assistir a diverses escoles al voltant del país alpí, fins que finalment van emigrar als Estats Units l'any 1941. Va cursar els seus estudis de pregraduació a Swarthmore College (Philadelphia). Irònicament, va obtenir el títol de Doctor en Economia a la Universitat de Chicago, amb una tesi sobre l'agricultura soviètica titulada Creixement i productivitat en l'agricultura ucraïnesa de 1928 a 1955. Encara més irònic va ser el fet que el professor encarregat de supervisar aquest treball fos Milton Friedman, un home amb una visió de l'economia que combregava amb els ideals del laissez faire, els quals criticaria durament el mateix Frank en la seua trajectòria.
Al voltant del final dels 50 i les primeries dels 60 Frank es va dedicar a la docència en diverses universitats nord-americanes. A 1962 Gunder Frank va mudar a viure a Amèrica Llatina i va iniciar així un període de viatge memorable que va servir per confirmar les seves tendències peripatètiques. El fet més remarcable d'aquesta època és la seua incorporació com a professor de Sociologia i Economia a la Universitat de Xile, on va estar implicat en reformes polítiques durant el govern de Salvador Allende. Després del colp d'estat de 1973 a Xile, Frank va fugir a Europa, on va continuar defensant unes posicions molt determinades. Es va jubilar a 1994, essent professor emèrit a la Universitat d'Àmsterdam.
Estava casat amb Marta Fuentes, amb qui va escriure diversos tractats sobre moviments socials. El matrimoni tenia dos fills. Marta va morir a Àmsterdam a juny de 1993. En morir la seva esposa, Frank es va casar en segones núpcies amb la sociòloga Nancy Howell, que havia estat amiga seva durant quaranta anys. Frank i Nancy van viure a Toronto. Andre Gunder Frank va morir l'any 2005 de càncer al costat de la seva tercera esposa, Alison Candela.

## Treballs i idees
Al llarg de la seva carrera, Frank es va dedicar a la docència i la investigació en departaments d'antropologia, economia, geografia, història, relacions internacionals, ciències polítiques i sociologia. Va treballar a nou universitats nord-americanes, tres a Llatinoamèrica i cinc a Europa. Va impartir incomptables xerrades i seminaris a dotzenes d'universitats i altres institucions al voltant de tot el món en anglès, francès, espanyol, portuguès, italià, alemany i neerlandès. Frank va escriure àmpliament sobre història econòmica, social i política, així com sobre desenvolupament del sistema mundial contemporani, els països industrialment desenvolupats i especialment el Tercer Món i Amèrica Llatina. La seva obra consta de més de 1000 publicacions en 30 llengües. El darrer dels seus articles més coneguts "Est i oest", va aparèixer al volum "Dar a l'Islam. La Mediterrània, el sistema mundial i l'ampliació d'Europa: L'"eixamplament cultural" de la UE i la identitat europea", editat per Peter Herrmann (Cork University College) i Arno Tausch (Universitat d'Innsbruck) i publicat per Nova Science Publishers, de Nova Iork.
El seu treball durant la dècada dels 90 estava enfocat a la història mundial global. Va tornar a la seua anàlisi de l'economia política global del nou mil·lenni inspirat per una xerrada que va impartir a l'Escola d'economia d'Estocolm a Riga (SSE Riga). A 2006, aquesta mateixa escola rebria la biblioteca personal d'André Gunder Frank i establiria la Biblioteca André Gunder Frank en el seu honor, amb el suport de la Fundació Friedrich Ebert.
Frank va ser un autor força prolífic, amb més de 40 llibres publicats. Probablement, la seva obra més notòria sigui "Capitalisme i subdesenvolupament a Amèrica Llatina". Publicat a 1967, va ser un dels texts principals de la Teoria de la Dependència. Durant els seus darrers anys de carrera, va produir treballs com ara "ReOrient: Economia global a l'Edat Asiàtica", junt amb Barrty Gills, "El Sistema Mundial: Cinc-cents anys de cinc mil". Les teories de Frank se centren en la idea que la fortalesa econòmica d'una nació, especialment determinada per les seves circumstàncies històriques -- especialment la seua situació geoestratègica -- determina el seu poder global. També és força reconegut per suggerir que les solucions per al desenvolupament purament orientades a l'exportació creen balances comercials deficitàries que van en detriment dels països pobres. Frank ha fet contribucions significants a la Teoria dels Sistemes Mundials (la qual, en la seua opinió, hauria d'anomenar-se simplement Teoria del Sistema Mundial). Frank argumenta que el sistema mundial es va formar al voltant del 4t mil·lenni a.C. -- aquest argument contrasta clarament amb l'opinió acadèmicament majoritària, que situen l'origen del sistema mundial al segle xvi (Immanuel Wallerstein). Frank va insistir també a afirmar que la idea de nombrosos "sistemes mundials" no tenia massa sentit (és a dir que, si hi ha diversos "sistemes mundials" al món, aquests no poden ésser simplements anomenats "sistemes mundials"), i seria llavors molt més apropiat parlar sobre un únic sistema mundial.